# Zorislav Srebrić
Zorislav Srebrić (Petrinja, 28. veljače 1940.) nogometni je trener te je viši savjetnik predsjednika Hrvatskog nogometnog saveza. Diplomirao je pravo na Pravnom fakultetu u Zagrebu, te je završio za višeg trenera na Fakultetu fizičke kulture u Zagrebu (specijalnost nogomet). 
Dugogodišnji je trener u republičkom nogometnom savezu Hrvatske, Jugoslavenskom nogometnom savezu i direktor osiguravateljske kuće Triglav. Na mjestu glavnog tajnika HNS-a bio je od 1998. do 2012. godine

## Profesionalna i sportska karijera
- junior NK Dinamo Zagreb
- trener u omladinskom pogonu NK Dinamo Zagreb
- izbornik juniorske i seniorske republičke reprezentacije Hrvatske u bivšoj Jugoslaviji
- trener Jugoslavenskih U-21 i "B" reprezentacija
- član i predsjednik komisije za mladež, tehničke komisije i komisije za natjecanje Jugoslavenskog i Hrvatskog nogometnog saveza
- član organizacijskog odbora Mediteranskih igara Split 1979.
- član organizacijskog odbora Univerzijade Zagreb 1987.
- 1987. godine dobio je Trofej podmlatka, najvišu nagradu Hrvatskog nogometnog saveza.
- 1991. – 1994. direktor NK Dinamo Zagreb
- 1994. – 1998. sportski direktor hrvatske nogometne reprezentacije
- 1998. – 2012. glavni tajnik Hrvatskog nogometnog saveza
- 2008. godine dobio je nagrade HOO-a Matija Ljubek
- 2012. – 2014. direktor svih reprezentacija Hrvatskog nogometnog saveza
- 2016. godine dobio je Uefino priznanje Dijamantni red časti
- od 2014. viši je savjetnik predsjednika Hrvatskog nogometnog saveza
- Trostruki je dobitnik Državne nagrade za sport „Franjo Bučar”. Prvu godišnju nagradu je dobio kao dio stožera hrvatska nogometna reprezentacija 1998. godine, drugu godišnju nagradu dobio je 2009. godine, a nagradu za životno djelo je dobio 2024.[1] [2]